# Rezervația arheologică Cotnari
Rezervația Arheologică Cotnari este un muzeu național de arheologie situat în comuna Cotnari din județul Iași.

## Organizarea muzeului
Cetatea geto-dacică a fost construită în secolele IV - III a.Chr. Este vizitabilă o amplă secțiune arheologică pe valul de apărare, care permite înțelegerea sistemului de construcție și structurile acestuia.